# رئون نوزاوا
رئون نوزاوا (ژاپنی: 野澤 零温؛ زادهٔ ۲۱ ژوئیهٔ ۲۰۰۳) یک بازیکن فوتبال اهل ژاپن است.
از باشگاه‌هایی که در آن بازی کرده‌است می‌توان به باشگاه فوتبال توکیو اشاره کرد.